# Zaldibia
Zaldibia (spanisch Zaldivia) ist eine Gemeinde (Municipio) in der Provinz Gipuzkoa im spanischen Baskenland. Sie hat 1.740 Einwohner (Stand: 2024). 

## Geografie
Zaldibia liegt etwa 55 Kilometer ostsüdöstlich von Bilbao und 38 Kilometer südsüdwestlich von der Provinzhauptstadt Donostia-San Sebastián in einer Höhe von ca. 230 m.

## Bevölkerungsentwicklung
| 1900 | 1950 | 1970 | 1981 | 1991 | 2001 | 2011 | 2021 |
| ---- | ---- | ---- | ---- | ---- | ---- | ---- | ---- |
| 1205 | 1594 | 1988 | 1776 | 1582 | 1507 | 1517 | 1636 |

## Sehenswürdigkeiten
- Fideskirche (Iglesia de Santa Fe)
- Saturninuskapelle
- Rathaus

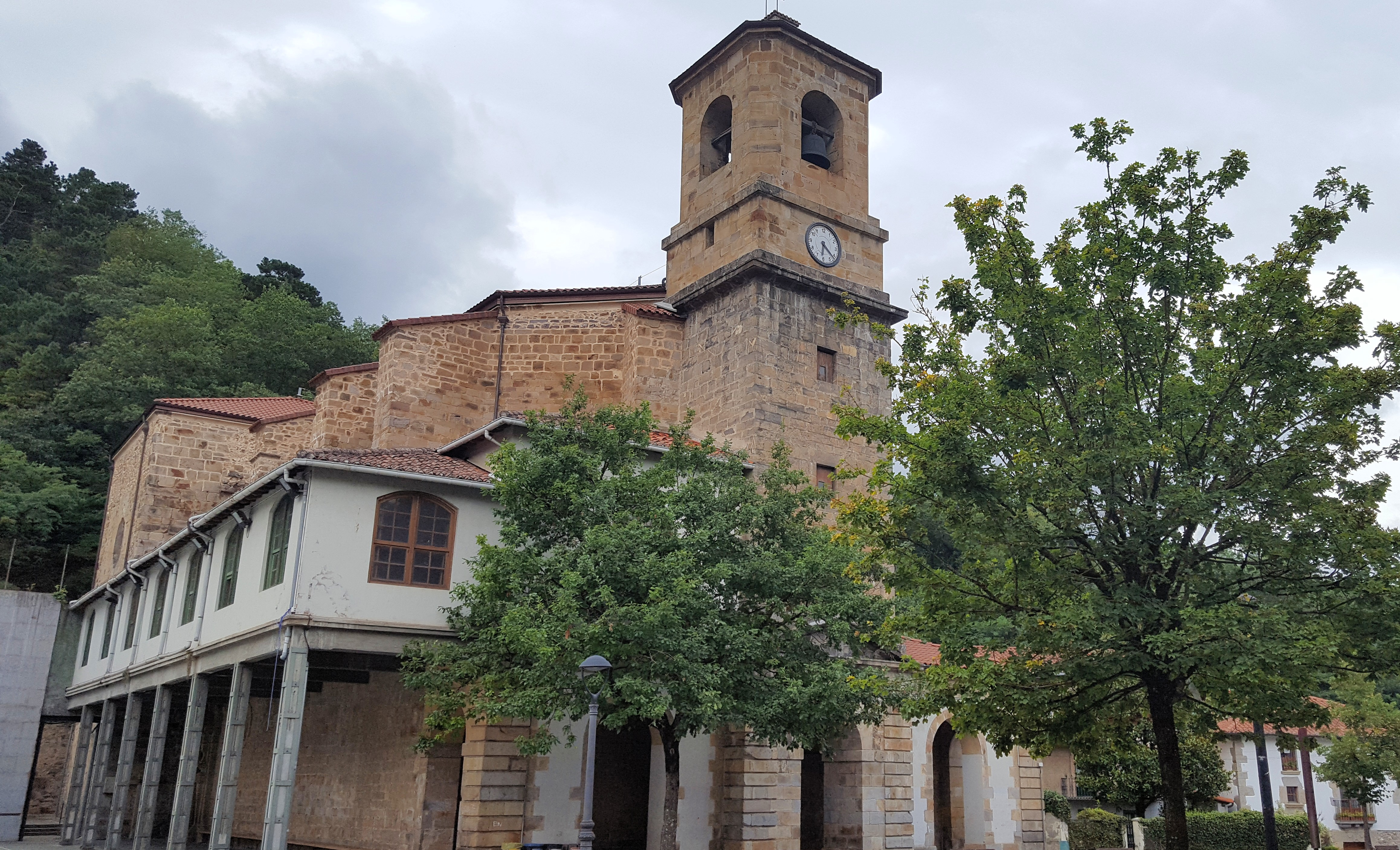
Fideskirche
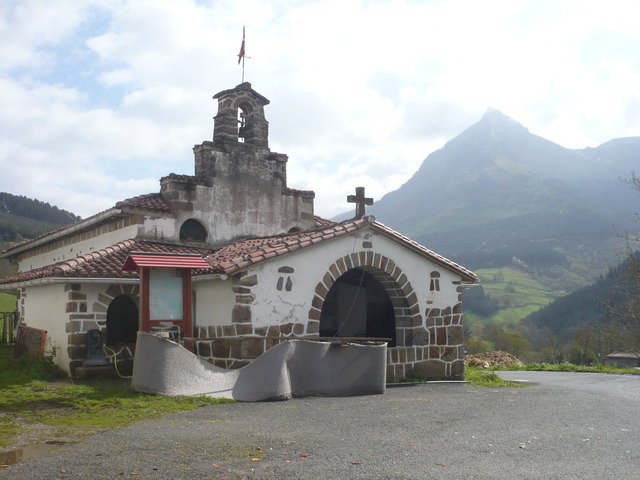
Saturninuskapelle

## Persönlichkeiten
- Ángel Suquía Goicoechea (1916–2006), römisch-katholischer Geistlicher, Erzbischof von Santiago de Compostela (1973–1983) und Madrid (1983–1994)
- José Nazabal (* 1951), Radrennfahrer